# Torneio Centro/Sul x Norte/Nordeste de 1969
O Torneio Centro/Sul x Norte/Nordeste foi um torneio amistoso de futebol, realizado em 24 de agosto de 1969, na cidade do Rio de Janeiro. 
Jogado em partida única, no Maracanã, antes de partida da Seleção Brasileira, foi vencido pelo Nacional de Manaus, que derrotou o Grêmio Maringá pelo placar de 1 a 0.

## História

Fotografia registra carreata na cidade de Manaus em prol da taça conquistada no Torneio Regional Centro/Sul x Norte/Nordeste de 1969

### Pré-torneio
Conforme o Jornal do Commercio de Manaus (6 de agosto de 1969), os confrontos entre Grêmio Maringá (campeão do Torneio Centro–Sul de 1968) e Sport Recife (campeão do Torneio Norte–Nordeste de 1968), pela primeira fase do Torneio dos Campeões da CBD, também valeram o "Torneio Centro-Sul x Norte-Nordeste de 1968" (ambos jogos, porém, foram em março de 1969). Vencendo na ida e na volta a equipe pernambucana (3 a 0 e 3 a 0), o time sulista foi campeão e se classificou para um novo mata-mata, contra o Santos (campeão do Robertão de 1968), empatando duas vezes, em maio de 1969 e abril de 1970 (1 a 1 e 2 a 2, respectivamente). Terminaria como ganhador do Torneio dos Campeões por w.o.

### O torneio
A Confederação Brasileira de Desportos (CBD) indicou o Grêmio Maringá, campeão do Torneio Centro-Sul, para disputar uma preliminar da Seleção Brasileira, o que era visto com grande prestígio na época. Para dar maior notoriedade e atenção, resolveu fazer um desafio ao qual o vencedor seria campeão do "Torneio Nacional Centro-Sul x Norte-Nordeste". O adversário para essa disputa veio por indicação (e não por qualquer mérito esportivo) e foi o Nacional de Manaus, que vinha obtendo grandes êxitos nas temporadas de amistosos e excursões nacionais promovidas pelas federações, quando chegou a vencer o Flamengo. O clube amazonense foi indicado pelo jornalista manauara Denis Menezes, que era representante da Federação Amazonense de Futebol ante a CBD; João Havelange, então presidente da entidade máxima do futebol brasileiro, logo aprovou a indicação.

### Pós-torneio
Os torneios Centro-Sul e Norte-Nordeste foram incorporados como chaves na Série B de 1971, que contava com poucas equipes dos estados já representados no Campeonato Nacional de Clubes de 1971. Na final, o campeão da zona Centro-Sul, o Villa Nova-MG, enfrentou o campeão da Taça Norte-Nordeste, o Clube do Remo, havendo sucesso da equipe mineira.

## A partida
O jogo foi realizado em 24 de Agosto de 1969, em preliminar da partida entre Brasil e Venezuela (vencida pelo selecionado brasileiro por 6 a 0), válida pelas Eliminatórias da Copa do Mundo FIFA de 1970. As partidas foram realizadas no Estádio do Maracanã, no Rio de Janeiro. O estádio recebeu público aproximado de 120 mil pessoas.
O "Leão da Amazônia" demonstrou grande tranquilidade durante a partida, realizando um excelente 1º tempo, mas sem conseguir furar o gol do "Galo do norte". Foi no início do 2º tempo que saiu o gol do Nacional, quando após passe de Mário o ponteiro-esquerdo Pepeta conseguiu marcar o gol da partida. A exibição do clube amazonense teria arrancado aplausos do público presente no Maracanã.
| 24 de agosto de 1969 | Nacional     | 1–0 | Grêmio Maringá | Estádio do Maracanã, Rio de Janeiro               |
| 15:00                | Pepeta 4'2º' |     |                | Público: 120,000 Árbitro: GB Luiz Carlos Oliveira |

Os times dessa partida foram:
- Nacional - Marialvo; Pedro Hamilton, Sula, Valdomiro e Téo; Mário e Rolinha; Zezé, Rangel, Pretinho (Marcelo) e Pepeta.
- Grêmio Maringá - Adilson, Cisca, Zé Carlos, Ditão e Japonês; Gauchinho e Aguinaldo; Varlei (Peter),  Ademir (Zé Leite), Edgar (Djalma) e Valtinho.

Na edição da Revista Placar de 4 de Fevereiro de 1977, o pesquisador Mauro Pinheiro, cronista da seção "Garoto do Placar", reafirma a conquista do clube amazonense.
Em reconhecimento ao feito, foi baixado dois dias de ponto facultativo pelo governador amazonense Danilo de Matos Areosa.

## Campeão
| Torneio Centro/Sul x Norte/Nordeste |
| Amazonas.                           |
| Nacional                            |
| ----------------------------------- |